# Beatriz Sheridan
Elizabeth Ann Sheridan Scarbrough (Cidade do México, 25 de junho de 1934 – Cidade do México, 30 de abril de 2006) foi uma atriz e diretora de telenovelas mexicana.

## Biografia
Beatriz Sheridan era filha de mãe inglesa, e pai mexicano ela tinha 8 irmãos. Depois de estudar na University of Missouri, e ter estudado atuação com Seki Sano, começou sua carreira na televisão como atriz na telenovela "Senda proibida" no ano de 1958 que foi primeira feita no México.
Em seguida, trabalhou em teatro e cinema. Estudou o método de atuação de Konstantin Stanislavski com o professor Dimitrios Sarre. Desde 1987 ela se destacou como diretora de telenovelas em distintas fase, entre as grandes produções que dirigiu estão: María la del barrio, Esmeralda, La Usurpadora e Rosalinda.
Nunca casou nem teve filhos. Faleceu no domingo 30 de abril de 2006 às 4h00, em seu apartamento em Colonia San Miguel Chapultepec, na Cidade do México devido a um ataque cardíaco aos 71 anos.
Suas cinzas foram espalhadas no Mar do Caribe, ao largo das praias da ilha de Cozumel, estado de Quintana Roo, no México, um dos locais favoritos em que a atriz tinha uma casa. O nome desta extraordinária atriz e produtora, ficará é escrito com letras douradas na história da televisão, teatro e cinema no México.

### Telenovelas (Filmografia como diretora)
- "La Intrusa" (2001)
- "Rosalinda" (1999)
- "Infierno en el paraíso" (1999)
- "La Usurpadora" (1998)
- "Esmeralda" (1997)
- "María la del barrio" (1995)
- "Marimar" (1994)
- "María Mercedes" (1992)
- "Mi pequeña Soledad" (1990)
- "Simplemente María" (1989)
- "La indomable" (1987)
- "Rosa salvaje" (1987)

### Telenovelas (Filmografia como atriz)
- "Contra viento y marea" (2005).... Carlota de Rudell
- "Amor real" (2003).... Damiana
- "¡Vivan los niños!" (2003).... Inspectora Estudillo
- "Carita de ángel" (2000).... Sra.Estudillo
- "Alondra" (1995).... Loreta Díaz de Escobar
- "Rosa salvaje" (1987)
- "Vivir un poco" (1985).... Aura Merisa Obregón
- "Un Solo Corazón" (1983)....  Pilar
- "Gabriel y Gabriela" (1982).... Tía Rita
- "Nosotras, Las Mujeres" (1981).... Edna
- "Misterio" (1980) .... Gladys
- "Muñeca Rota" (1978)
- "La Venganza" (1977).... Carmen Narvaez
- "Las Máscaras" (1971).... Sara Gálver
- "Lucía Sombra" (1971)
- "Velo de novia" (1971)
- "Puente de cristal" (1965)
- "Secreto de confesión" (1965)
- "Senda Prohibida" (1958)

### Series
- "Saint Seiya" (1987-1990)
- "Candy Candy" (1988-1991)

## Prêmio e nomeações

### Premios TVyNovelas México
| Ano                     | Categoria               | Programa/Telenovela | Resultado |
| ----------------------- | ----------------------- | ------------------- | --------- |
| Premios TVyNovelas 1986 | Melhor atriz antagônica | Vivir un poco       | Ganhadora |

## Ligações Externas
- Beatriz Sheridan no IMDb